# Гонзо: Жизнь и творчество доктора Хантера С. Томпсона
«Гонзо: Жизнь и творчество доктора Хантера С. Томпсона» (англ. Gonzo: The Life and Work of Dr. Hunter S. Thompson) — документальный фильм 2008 года режиссёра Алекса Гибни. Фильм рассказывает об известном американском гонзо — журналисте и провокаторе Хантере Томпсоне.

## Построение фильма
Картина включает архивные кадры с Томпсоном, его прижизненные интервью, кроме того - интервью с семьёй и друзьями журналиста, которые помогают отличить правду от вымысла, ведь жизнь Томпсона была полна мифов и легенд. Также в фильме используются отрывки из фильмов «Страх и ненависть в Лас-Вегасе» и «Там, где бродит бизон». В картине описывается весь жизненный путь Хантера, начиная с детских лет, включая его работу в журнале Rolling Stone, историю написания тех или иных книг, участие в мото-банде «Ангелы ада», изобретение гонзо-журналистики, первую и вторую женитьбу, попытку стать шерифом города Аспен в 1970 году, участие в предвыборной кампании сенатора Джорджа МакГоверна в 1972 году, участие в фильме «Страх и ненависть в Лас-Вегасе», снятого по его книге, увлечение наркотиками, и заканчивая самоубийством и похоронами. И, разумеется, этот фильм о беспросветном поиске Хантером «американской мечты». В фильме используется около 30 любимых песен Томпсона, таких как Mr. Tambourine Man Боба Дилана, White Rabbit группы Jefferson Airplane, Spirit In The Sky Нормана Гринбаума и другие. Закадровый текст от имени самого Томпсона читает его друг — актёр Джонни Депп. Премьера состоялась 20 января 2008 года в конкурсе документального кино на кинофестивале «Сандэнс», на экраны в США фильм вышел 4 июля, на DVD — 18 ноября.
Фильм был номинирован на приз Большого жюри в документальном жанре на кинофестивале «Сандэнс», и за лучший документальный сценарий на Гильдии писателей Америки 2009 году.

## В фильме приняли участие
- Джонни Депп — друг Томпсона
- Анита Томпсон — вторая жена журналиста
- Боб Браудис — шериф города Аспен
- Чарльз Перри — редактор Rolling Stone
- Дуглас Бринкли — биограф Томпсона
- Джордж МакГоверн — сенатор США
- Джимми Баффет — автор песен
- Джимми Картер — президент США 1976—1980
- Хуан Томпсон — сын писателя от первого брака
- Ральф Стедман — друг Томпсона, иллюстратор, художник
- Сэнди Райт — первая жена Томпсона
- Сонни Баргер — президент «Ангелов ада» 1965
- Тим Круз — журналист
- Том Вульф — писатель, журналист